# Mother Gun

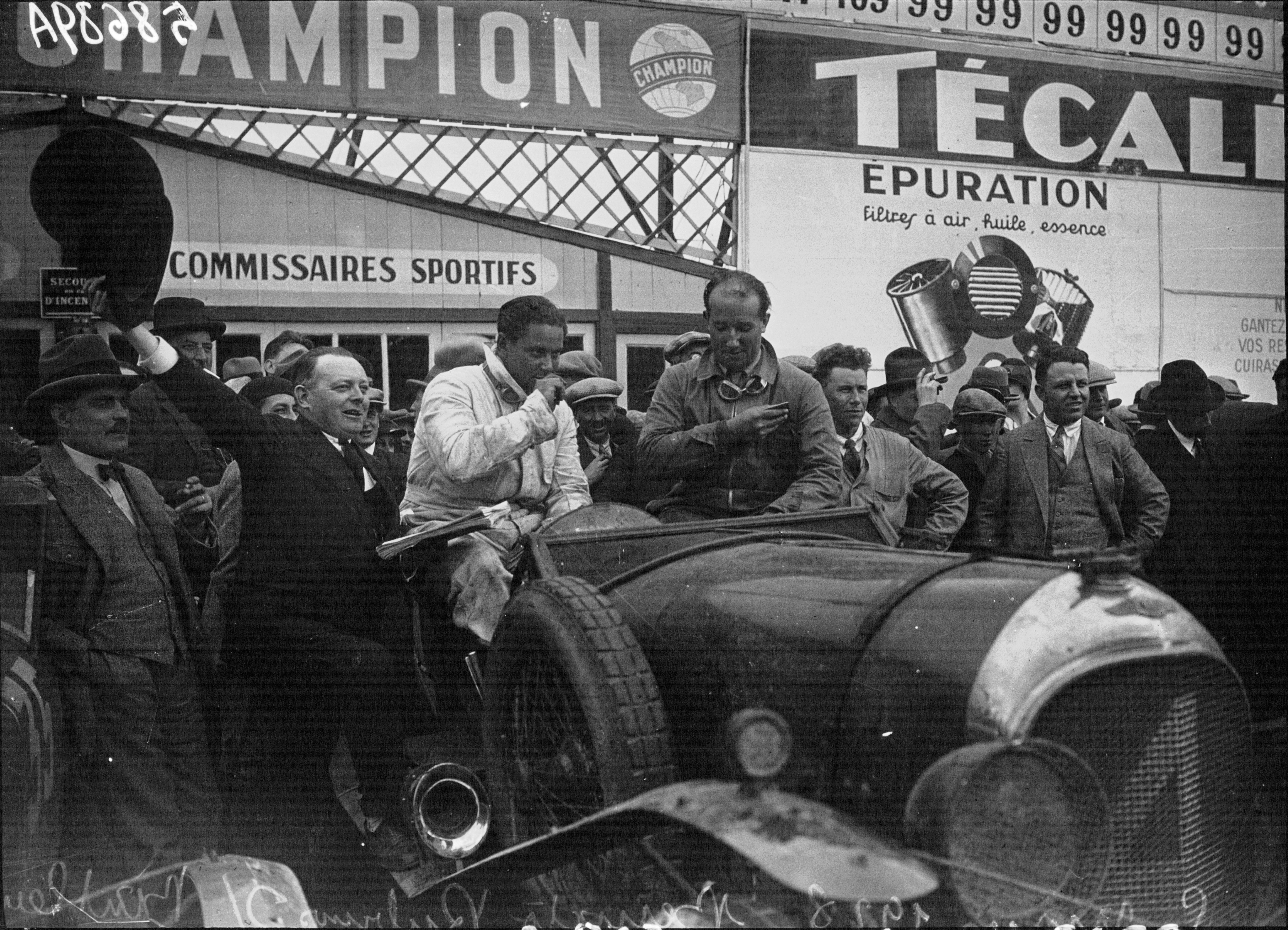
Barnato und Rubin im „Old Mother Gun“ von 1927 beim 24-Stunden-Rennen von Le Mans 1928

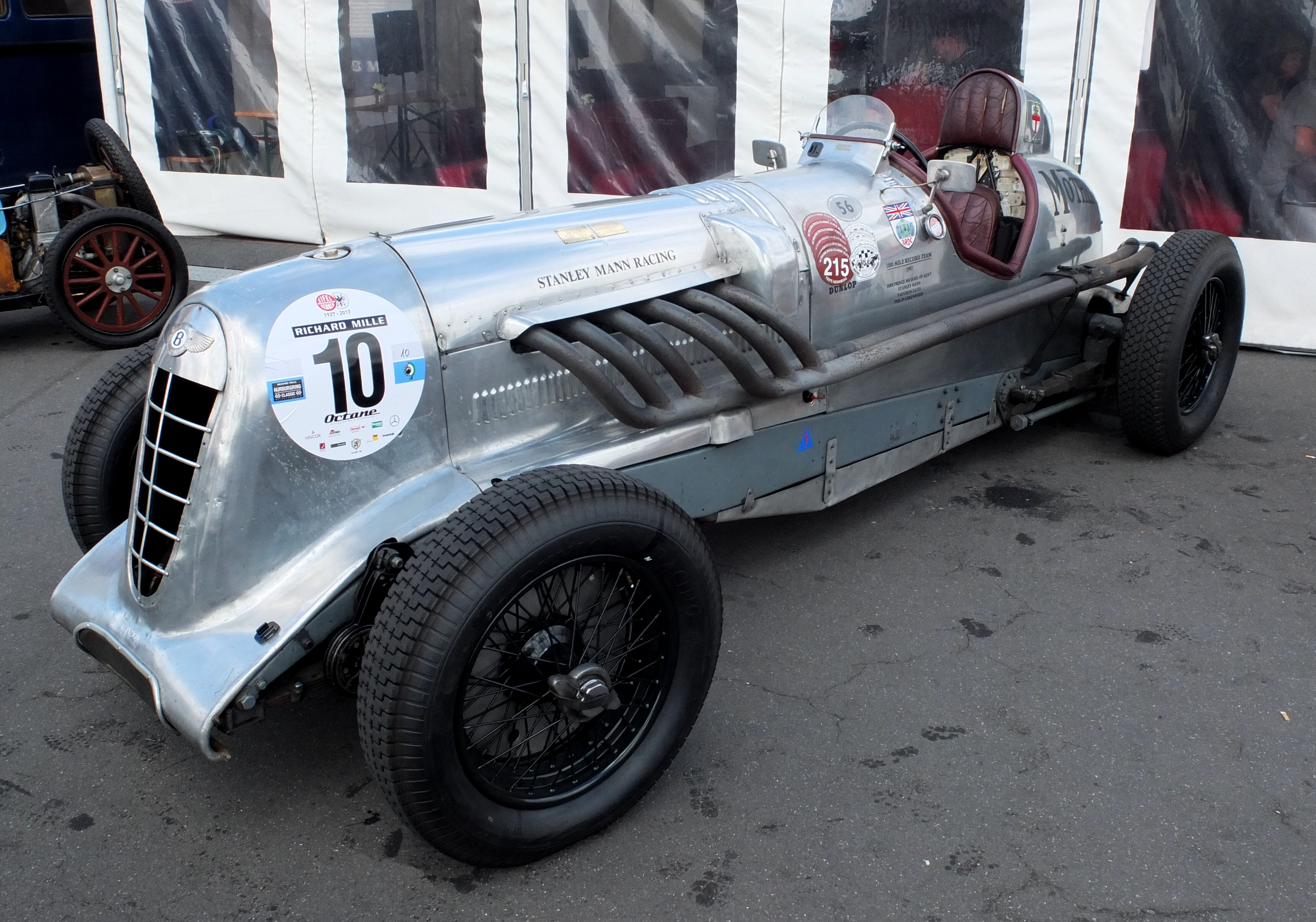
Zum Einsitzer umgebauter „Mother Gun“ (Bj. 1927) beim Oldtimerrennen Nürburgring Classic 2017

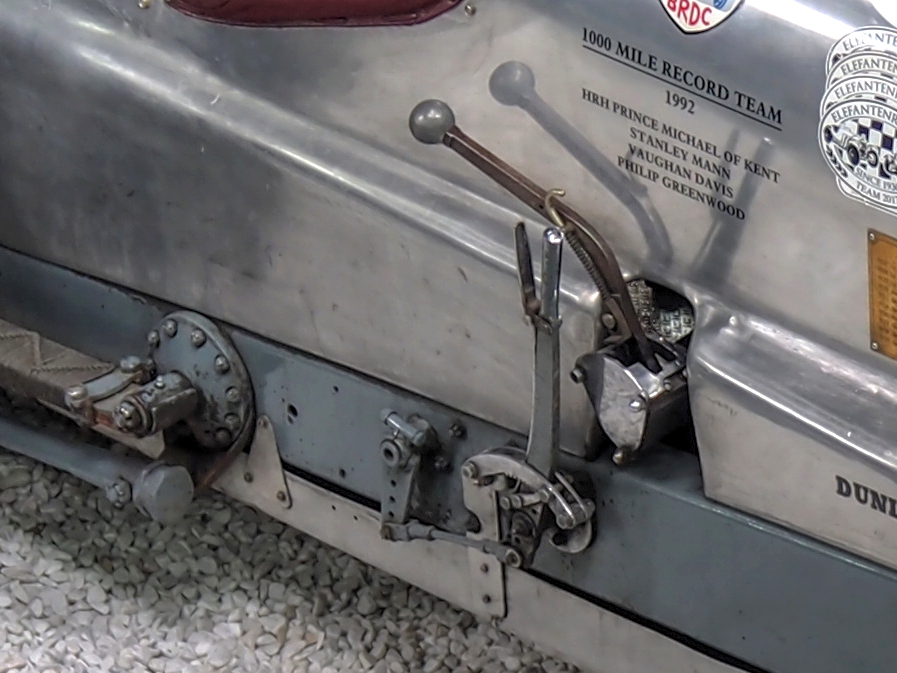
Schalthebel und Handbremse des „Mother Gun“ im Technikmuseum Sinsheim

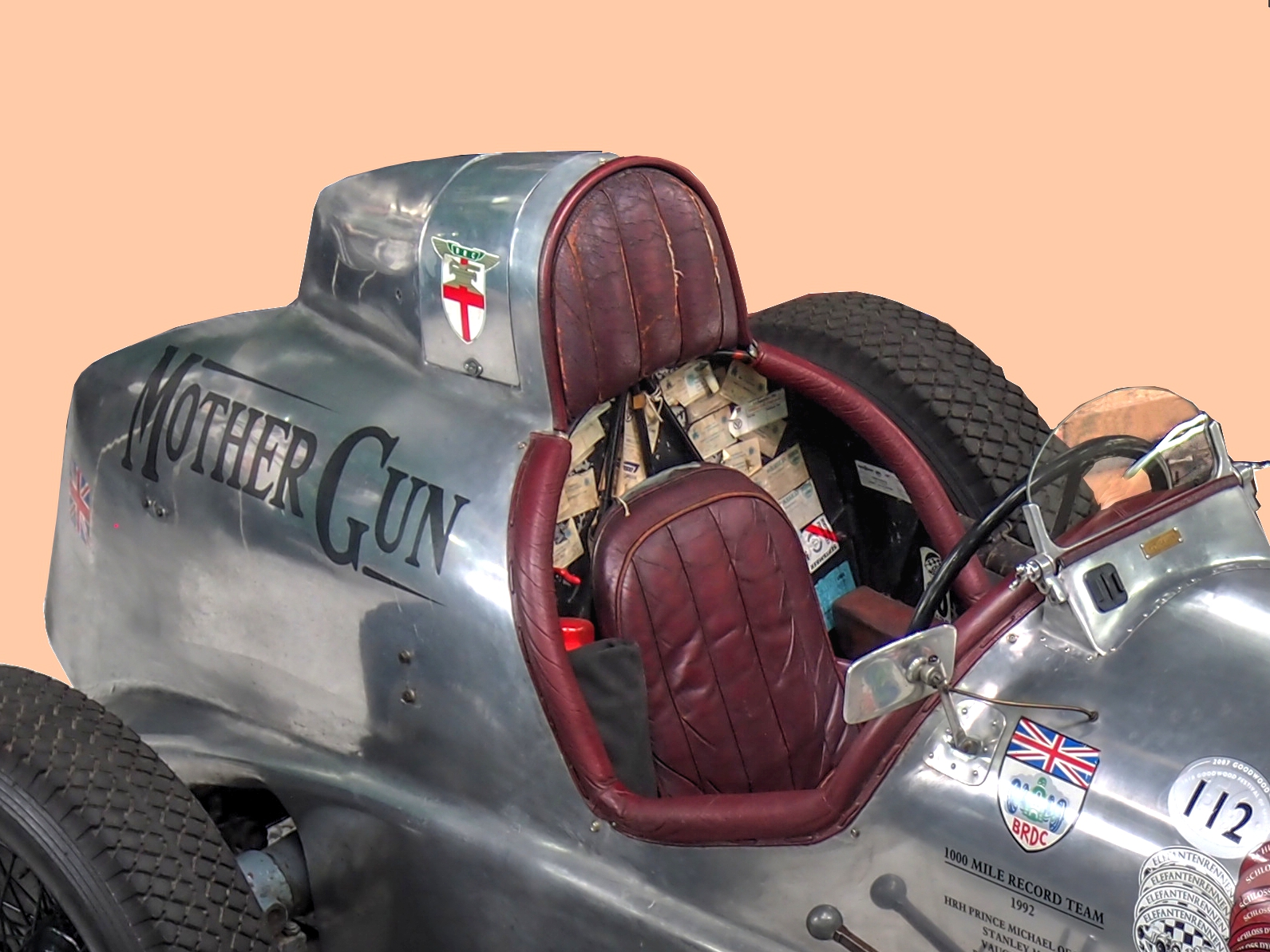
Heck und Cockpit des Monopostos

Mother Gun ist der später zum Einsitzer umgebaute ursprüngliche Tourenwagen von 1927, Fahrgestellnummer ST-3001, mit dem Bentley mehrmals in Le Mans startete und 1928 die 24 Stunden von Le Mans gewann. Der Rennfahrer Woolf Barnato, der ihn zusammen mit Bernard Rubin in Le Mans zum Sieg gefahren hatte, reimte: „S-T-Three-O-O-One – Old Mother Gun.“ So erhielt das Auto seinen Namen.

## Geschichte
Der „Old Mother Gun“ genannte Rennwagen wurde im Juni 1927 in der 1919 gegründeten Bentley-Fabrik in Cricklewood als Zweisitzer gebaut. Zum ersten Mal kam der neu entwickelte Bentley-Sechszylindermotor mit schubstangengesteuerter obenliegender Nockenwelle zum Einsatz, der im Rennsport der späten 1920er Jahre neue Maßstäbe setzte. Das Getriebe hat vier nicht synchronisierte Vorwärtsgänge und einen Rückwärtsgang, muss also – wie lange noch bei Rennwagen üblich – mit Zwischengas geschaltet werden.
Fast von Anfang an entwickelte sich der Wagen zur Erfolgsgeschichte für Bentley, angefangen mit dem Sieg in Le Mans 1928 – dort noch in der ursprünglichen Ausführung – wo er schon 1927 gestartet war und 1929 Platz zwei belegte. Danach wechselte er mehrmals den Eigentümer. Genannt wird als Erster 1932 Richard Marker, der ihn modifiziert zusammen mit Margaret Allan in Brooklands und auf anderen Strecken einsetzte, bevor „Old Mother Gun“ 1936 erneut den Besitzer wechselte. 1934 war der 4,5-Liter-Motor gegen den 6,5-Liter-Sechszylinder des Bentley Speed Six gewechselt worden.
Zum Einsitzer bzw. Monoposto wurde „Old Mother Gun“ 1936/37 unter Robin Jackson. Wie die Vorbesitzer passte er das Auto seinen Bedürfnissen an, überholte das Chassis komplett, montierte die neue Karosserie, setzte neue Kolben und Pleuel ein und nannte den Wagen „Jackson Special“.
Als Monoposto hatte „Old Mother Gun“ oder „Jackson Special“ keine Ähnlichkeit mehr mit seinem Ursprung, fuhr nicht mehr im British Racing Green, sondern hatte eine blank polierte und damit leichtere Aluminiumkarosserie, ähnlich wie die Silberpfeile von Mercedes-Benz. „Old Mother Gun“ erreichte 1937 auf der Brooklands-Rennstrecke in Weybridge eine Durchschnittsgeschwindigkeit von 217 km/h.
Nach dem Zweiten Weltkrieg zerlegte Bill Short, der damalige Besitzer, den Rennwagen, jedoch gelang es ihm nicht, ihn wieder zusammenzubauen. Vaughan Davis entdeckte 1967 das Konglomerat von Einzelteilen und erwarb es für 145 Pfund, war jedoch ebenso wenig in der Lage, den Veteranen wieder auf die Räder zu stellen. So dauerte es weitere zwei Jahrzehnte, bis sich der Oldtimerhändler und Mäzen Stanley Mann (1945–2016) des Projektes annahm. Nach einem grundlegenden Neuaufbau im Jahr 1988 entschloss sich Mann, „Mother Gun“ – das „Old“ im Namen war inzwischen weggefallen – zu alter Stärke zu erwecken. Es gelang ihm nach vielen Jahrzehnten, am 27. Mai 1996, den Einsitzer erneut in Brooklands auf die 217-km/h-Rekordmarke zu treiben; weitere Rekorde folgten.
Wahrscheinlich berühmtester Fahrer des Mother Gun in jüngerer Vergangenheit war Prinz Michael of Kent, Präsident des Royal Automobilclubs, der 1992 als damals 50-Jähriger zusammen mit Stanley Mann, Vaughan Davis und Phil Greenwood ein Team bildete. Es ging darum, auf der Strecke von Millbrook nahe Bedford mit einem alten Fahrzeug einen Rekord von 1924 zu brechen. Wie der Prinz berichtete, erreichten sie eine Durchschnittsgeschwindigkeit von 105 mph (169 km/h); seine schnellste Runde sei er mit 120 mph (193 km/h) gefahren.

## Mother Gun heute
Zwischenzeitlich hat „Mother Gun“ in Großbritannien eine Straßenzulassung erhalten: „Das Beste an der ganzen Geschichte aber ist, dass man diesen gewaltigen Einsitzer mit dem Radstand von 3,31 Meter und der optischen Wucht einer Dampframme ganz normal unter der Zulassungsnummer DS 3029 auf der Straße fahren darf.“ Im Straßenverkehr darf er allerdings nur mit Kotflügeln und Beleuchtung bewegt werden.
Heute ist „Mother Gun“ im Technik-Museum Sinsheim stationiert, wo er gepflegt und gewartet wird. Mittlerweile wird er von einem 8-Liter-Motor mit 325 PS angetrieben. Bei vielen Oldtimerrennen auf der ganzen Welt geht er an den Start.